# مارلن فاولا
مارلن فاوِلا (اسپانیایی: Marlene Favela‎؛ زادهٔ ۵ اوت ۱۹۷۶) مدل، بازیگر تئاتر و بازیگر تلویزیون اهل مکزیک است.
وی بازیگر فیلم‌هایی همچون چهره فرشته کوچک، زورو، شمشیر و رز و  دکادآ: رویاهای جوانی بوده‌است.